# Verificació de tecnologia ambiental
La verificació de tecnologia ambiental (ETV en les seves sigles en anglès) consisteix en la validació de les tecnologies ambientals. En altres paraules és “l'establiment o la validació del rendiment de la tecnologia relacionada amb el medi ambient, per part de tercers qualificats, sobre la base de les dades de prova. Aquestes dades són generats a través de proves, basades en protocols establerts o requisits específics”.
Hi ha diversos programes d'ETV en execució al voltant de tothom, organitzats a través d'iniciatives governamentals, amb el programa pioner desenvolupat als Estats Units d'Amèrica, seguit pel programa ETV canadenc. Altres programes s'han executat o s'estan executant a Corea del Sud, Japó, Bangladesh, Dinamarca, França, Europa, Filipines i Xina.
Cada programa té la seva pròpia estructura, procediments i programes i no sempre són compatibles entre si. En el 2007, un Grup de Treball Internacional d'ETV es va formar per treballar en la convergència dels diferents programes cap a un mutu reconeixement - amb base en el lema “verificat una vegada en un lloc, significa ser verificat a tot arreu”. El treball d'aquest grup va donar origen de la sol·licitud per a la redacció d'una norma ISO ETV. Això va concloure en la creació d'un grup de treball d'ISO sota el Comitè Tècnic 207 (Gestió Ambiental), el Subcomité 4, Grup de Treball 5 - Verificació de Tecnologia Ambiental (ISO / TC 207 / SC 4 / WG 5). Quan es conclogui la norma ISO tindrà el nom d'ISO / NP 14.034.

## El Programa ETV dels Estats Units
La verificació (ETV), és part del Programa de la Tecnologia Ambiental de l'Agència de Protecció Ambiental (EPA) dels Estats Units, el qual desenvolupa protocols d'assaig i verifica el rendiment de les tecnologies ambientals innovadores que poden fer front als problemes que poden amenaçar o l'entorn natural o la salut pública. L'ETV va ser creada per accelerar l'entrada de noves tecnologies ambientals al mercat nacional i internacional, proporcionant informació objectiva sobre les tecnologies llestes i comercials. L'ETV és un programa voluntari. Els desenvolupadors / proveïdors de tecnologies ambientals no estan obligats a participar en el programa, ni estan obligats a buscar la verificació. L'ETV no classifica tecnologies. Tots els informes i declaracions de verificació es posen a la disposició del públic en el lloc web de l'ETV

### Centres
L'ETV té cinc centres que es denominen organitzacions per a la verificació. Aquests centres de verificació s'executen a través d'un acord de cooperació.

#### Monitoratge avançat centre de sistemes
El centre verifica el rendiment de les tecnologies comercials llistes que monitoren els contaminants i elements naturals en l'aire, l'aigua i el sòl. El centre posa a prova els dos monitors de camp portàtils i estacionaris, així com les tecnologies innovadores que es poden utilitzar per descriure la condició del medi ambient.

#### Centre de tecnologies per al control de la contaminació atmosfèrica
Aquest centre verifica les tecnologies comercials llistes que controlen les fonts de contaminació de l'aire estacionàries i mòbils, i mitigar els efectes dels contaminants de l'aire.

#### Centre dels sistemes d'aigua potable
Aquest centre verifica el rendiment dels sistemes de tractament d'aigua potable comercials per al seu ús en petites comunitats o llars i en empreses individuals.

#### Centre de les tecnologies de gasos amb efecte d'hivernacle
Aquest centre verifica el rendiment de les tecnologies comercials que produeixen, mitiguen, controlen, o capturen les emissions de gasos amb efecte d'hivernacle.

#### Centre de protecció de la qualitat de l'aigua
Aquest centre verifica el rendiment de les tecnologies comercials llests per protegir les aigües subterrànies i superficials de la contaminació.

#### Verificacions de tecnologies ambientals i sustentables (ESTE)
Un component de l'ETV es va afegir en el 2005 a causa de les categories de prioritat establertes de tecnologia ambiental per verificar el compliment dels estàndards de la USEPA. Es dona prioritat a les tecnologies que puguin enfrontar els problemes ambientals d'alt risc.
Altres esforços en el tema s'enumeren a continuació.

### Impactes, assoliments i resultats de l'ETV
L'ETV ha verificat més de 400 tecnologies i desenvolupat més de 90 protocols. Una enquesta de venedors realitzada en 2001, va mostrar un suport aclaparant per al programa de l'ETV. Les respostes van indicar que el 73 per cent dels venedors estaven utilitzant informació de l'ETV en la comercialització dels seus productes, i el 92 per cent dels enquestats van respondre que recomanarien l'ETV a altres proveïdors.
En el 2006, l'EPA va publicar un conjunt de dos volums d'estudis de casos que documenten de manera realista i també a futur els resultats de les verificacions de les tecnologies en 15 categories tecnològiques.
Una enquesta de l'Associació d'Administradors d'Aigua Potable (ASDWA), va mostrar que 34 estats reconeixen i utilitzen els informes de l'ETV. L'ASDWA i els seus membres depenen en gran manera d'aquestes avaluacions per implementar l'ús de les noves tecnologies i productes en la indústria de l'aigua potable.
La designació d'un producte o tecnologia com "verificada" per l'ETV no significa que una determinada tecnologia redueix la contaminació, no té inconvenients, que no supera els estàndards de la llista de "verificat".
La designació d'un producte o la tecnologia com "verificat" significa que una tecnologia donada produeix un resultat "X", quan va ser aprovada d'acord amb un protocol específic.

### Verificació de tecnologies de reducció d'emissions de dièsel i els seus resultats
- Biodièsel: redueix (a causa del sutge) les emissions de carboni, però augmenta les emissions de NOx(òxids de nitrogen), i augmenta les emissions de carboni orgànic (SOF / VOC).
- Filtre de partícules dièsel (diversos fabricants): Redueix el TPM, no s'ocupa NOx.
- Catalitzador d'oxidació dièsel (diversos fabricants): Redueix el TPM, no s'ocupa Nox.
- Catalitzador suportat netejador de dièsel: les emissions potencials són de fins metalls i això origina potencials efectes sobre la salut- té necessitat de filtre PM - reducció mínima de NOX.
- PuriNOx - emulsió de combustible d'aigua / dièsel: les emissions de PM / HC / CO poden augmentar com a resultat dels aspectes usats per compensar la disminució de barreja poder- només a l'estiu ha estat verificada.
- EnviroFuels- catalitzador de dièsel: l'informe de verificació especifica un augment de les partícules totals (TPM) en les emissions del combustible tractat, en comparació del combustible de referència, a pesar que les emissions de gasos i opacitat dels fums visibles van disminuir significativament.
- EnviroFuels catalitzador dièsel: va mostrar una reducció del consum de combustible del 5%, però el% d'error va ser de + / - 4%, i sota la càrrega pesada, no va haver-hi lectura donada per a la reducció de consum del combustible. L'informe de verificació d'EnviroFuels indica que TPM va augmentar com a mínim un 40%, i fins a un 170%. El catalitzador EnviroFuels dièsel, en realitat augmenta les emissions de TPM, i va mostrar el que equival a un resultat concloent per a la reducció de l'ús de combustible.

### Composició del total de partícules dièsel i la seva relació amb l'opacitat dels fums
La composició de TPM (total de gasoli) és la suma de les partícules "seques", i les partícules "humides".
Les emissions de partícules "seques" també es coneixen com el sutge inorgànic, el carboni negre, o carboni elemental.
Les partícules "humides" també es coneixen com a carboni orgànic, fraccions orgàniques solubles (SOF) i carboni orgànic volàtil (COV).
La proporció exacta de les partícules "humides o seques" de dièsel varia segons la càrrega del motor, el cicle de treball, la composició del combustible i l'especificació, i posada a punt del motor.
Una lectura d'opacitat és una mesura del nivell de carboni inorgànic "visible", també conegut com el sutge. Els mesuraments d'opacitat no poden detectar les emissions de carboni orgànic, les emissions de COV / SOF, o les emissions de NOx.
Cal la instrumentació especialitzada per determinar els nivells de carboni orgànic, i per detectar altres partícules invisibles. Quan s'utilitza juntament amb un mesurador d'opacitat, el tècnic pot detectar (per exemple) un augment en TPM, i detectar una disminució en el fum visible (opacitat) d'emissions.

### Funció com a centre d'intercanvi neutral
El programa de verificació ETV (i altres vies de verificació) publiquen els informes de verificació, opcions gràfiques de tecnologia, i els resums tècnics, una vegada que la prova s'ha completat.
La instal·lació de proves ETV emetrà comunicats de premsa en nom del proveïdor de tecnologia, una vegada finalitzada la prova.
El programa de verificació ETV informa de tots els resultats, i deixa la decisió final quant a la idoneïtat i l'aplicabilitat d'una tecnologia donada a la discreció de l'usuari final. La investigació addicional pot ser necessària amb la finalitat d'abordar adequadament situacions específiques.

### Aspecte legal
La llegenda "Per verificar " de l'ETV vol dir que és necessari establir el rendiment d'una tecnologia (és a dir, confirmar, corroborar, justificar, validar). La verificació ETV no implica l'aprovació, certificació o designació per l'EPA, sinó que ofereix una avaluació quantitativa dels resultats d'una tecnologia específica baix, criteris o protocols i procediments adequats de control de qualitat de dades predeterminada ".
"El Programa de Verificació (VDRP) avalua les tecnologies per afavorir el seu ús al mercat al mateix temps que proporciona als clients la confiança que verifiquen tecnologies que proporcionaran les reduccions d'emissions que s'enumeren. Aquest procés de verificació avalua l'acompliment de reducció d'emissions de les tecnologies de modernització, incloent la seva durabilitat, i identifica criteris i condicions que han d'existir perquè aquestes tecnologies aconsegueixin aquestes reduccions ".
"L'esment de noms de productes comercials no implica aprovació o recomanació"

## La verificació ETV a Europa
L'ETV s'ha desenvolupat en diferents països d'Europa, com a part de les iniciatives dels governs i / o com a part de projectes d'investigació finançats. Alguns dels projectes d'investigació inclouen TESTNET, PROMOURE, AIRE ETV, TRITECH ETV i ADVANCE ETV.

### Programa pilot ETV de la Unió Europea
L'ETV és una nova eina per ajudar a les tecnologies mediambientals innovadores al fet que arribin al mercat. Les reclamacions sobre el rendiment de les tecnologies ambientals innovadores poden ser verificades per tercers qualificats anomenats organismes de verificació. La declaració final de verificació lliurat al final del procés de l'ETV pot ser utilitzada com a prova que les afirmacions fetes sobre la innovació són tant creïbles com amb bases científicament sòlides. Amb la prova de rendiment s'assegura que les innovacions poden esperar un més fàcil accés als mercats i / o una major quota al mercat i el risc tecnològic es redueix per als compradors de tecnologia.

### L'ETV en el Regne Unit (UK)
En el marc del programa pilot de la unió europea UE-ETV, hi ha quatre organismes de verificació:
- El Centre Europeu d'Energia Marina: EMEC-ETV Arxivat 2016-01-06 a Wayback Machine.
- BRE Global
- Laboratori Nacional de Física (NPL), i
- Centre d'Investigació de l'Aigua (WRC)